# Zavadka, Skole
Zavadka (în ucraineană Завадка) este o comună în raionul Skole, regiunea Liov, Ucraina, formată numai din satul de reședință.

## Demografie
Componența lingvistică a comunei Zavadka
     Ucraineană (100%)
Conform recensământului din 2001, toată populația comunei Zavadka era vorbitoare de ucraineană (100%).